# Aulercs
Els aulercs (en llatí: Aulerci) van ser, sembla, un nom genèric que incloïa un conjunt de tribus de gals. Juli Cèsar diu que eren un poble de la vora del mar. Els aulercs brannovices eren clients dels hedus mentre una altra branca vivia entre el baix Sena i el Loira i estaven separats dels hedus pels sènons, carnuts i bitúriges cubis.
Cèsar també esmenta els aulercs cenòmans i els "aulercs eburons" (que serien en realitat el poble dels eburovices). Cèsar parla d'una tribu anomenada diablintis o diablintres -els aulercs diablintes- als qui Claudi Ptolemeu anomena aulerci. Tot això fa que les tribus dels brannovices, cenòmans, diablintes i eburovices siguin conegudes en conjunt com a aulercs. Cèsar diu que eren entre els pobles que es va unir a la revolta de Vercingetorix. l'any 52 aC.